# Lady of the Pavements
Lady of the Pavements (título en británico: Lady of the Night) es una película muda de género drama romántico dirigida por D. W. Griffith y protagonizada por Lupe Vélez, William Boyd, y Jetta Goudal. Griffith decidió volver a realizar la película para agregar números musicales, convirtiéndola en una película sonora.

## Trama
Disgustado por que su prometida, Diane (Jetta Goudal) lo haya estado engañado, Karl (William Boyd) dice que prefiere casarse con una "callejera" que con Diane. Para poder vengarse de él, Diane hace arreglos para que Nanoni ("Little One") (Lupe Vélez), una cantante que trabaja en un bar, se haga pasar por una chica española que habita en un convento, para engañarlo.

## Reparto
- Lupe Vélez como Nanon del Rayon
- William Boyd como Count Karl Von Arnim
- Jetta Goudal como la Condesa Diane des Granges
- Albert Conti como Baron Finot
- George Fawcett como Baron Haussmann
- Henry Armetta como Papa Pierre
- William Bakewell como pianista
- Franklin Pangborn como M'sieu Dubrey, Maestro de danza

## Preservación
Un disco que provenía del sistema de sonido Vitaphone se utilizó principalmente en escenas que contenían sonido. Los discos 6 y 8 se conservan actualmente en el UCLA Film and Television Archive. Mientras que otros discos que contenían sonido le fueron donados a Arthur Lennig para que lo conservara en la George Eastman House Motion Picture Collection ubicado en Rochester, Nueva York.